# Bibliothèque Kórnik
La bibliothèque Kórnik (en polonais : Biblioteka Kórnicka) est l'une des plus anciennes bibliothèques de Pologne. Elle fut fondée en 1826 à Kórnik par Tytus Działyński et se trouve localisée au château de Kórnik. Elle est actuellement l'une des cinq plus grandes bibliothèques du pays et possède une collection d'environ 350 000 volumes, dont 30 000 gravures anciennes et 15 000 manuscrits (dont ceux d'Adam Mickiewicz et Juliusz Słowacki). La bibliothèque Kórnik fait partie de la Bibliothèque nationale de Pologne et est administrée par l'Académie polonaise des sciences depuis 1953. 